# Jesús Méndez (beisbolista)
Jesús Méndez es un beisbolista venezolano nacido el 14 de junio de 1963 en la ciudad de Caracas.

## Historia
Su padre José “Chalao” Méndez jugó béisbol y softbol. Él iba a los juegos de su papá y su hermano cuando pequeño. Su hermano jugaba infield y lanzaba. Su padre siempre quiso que fuera pelotero, y lo primero que le compró fue un guante a los 3 años de edad y él se ponía a practicar con “El Chalao” antes de los juegos.
Al igual que Bob Abreu, heredó el apodo de su padre. En su ciudad natal -Cabimas- a su abuelo Jesús Trinidad, igual nombre que su papá, y le decían Chará, “Charaito”. Cuando su padre se mudó a Caracas le cambiaron el “Charaito” por “Chalao”, apodo que también heredaron su tío y su hermano.
Su padre fue lanzador derecho y jugó con el Cartografía Nacional, uno de los mejores equipos amateur. No firmó profesional porque sufría de las rodillas. Cuando alguien llegaba a su casa su padre lo ponía a lanzarle. Vivían en la urbanización Artigas, de la parroquia San Juan de la ciudad de Caracas.

### Sus comienzos
A los 9 años comenzó a jugar infantil, y practicaba con el equipo categoría juvenil donde jugaba su hermano. Se le hizo difícil firmar, ay que a pesar de ser buen bateador y fildeador, no era jonronero, no corría lo suficiente para ser jardinero y era muy pequeño para ser lanzador.
Lanzó un no hit no run en infantil. En 1980 participó junto a Oswaldo Guillén en la selección que jugó un mundial juvenil en Caracas. Trabajaron muy duro para entrar, incluso los mandaron a reforzar a la selección de Carabobo en un campeonato nacional porque no fueron seleccionados con el equipo de Distrito Federal. “Ozzi” y Chalao hicieron de todo para ganar a Distrito Federal y obtuvieron un puesto para jugar el mundial. Ambos comenzaron en el banco, pero en los últimos juegos se convirtieron en titulares. Guillén firmó con La Guaira y con San Diego, mientras que el “Chalao” siguió en Amateur y jugó un mundial amateur en Ohio. Guillén no lo pudo ayudar a conseguir un contrato.
Luego de los torneos internacionales, se pensaba que la carrera de “Chalao” llegaba hasta ahí. Jugó Liga de Verano, donde fue líder bate, por lo cual Jesús Ávila le preguntó si quería jugar profesional. El comentario lo entusiasmó, porque ya había practicado con La Guaira y Caracas, equipos que lo despreciaron por sus condiciones. En una oportunidad –dos años antes de firmar con los Tigres-, “Chico” Carrasquel le dijo una vez a Oscar Prieto que lo firmara para el Caracas, porque hacía de todo en las prácticas –Chalao originalmente era caraquista- y quería jugar con ellos.

### La firma
Antes de ir a unos juegos bolivarianos, Ávila lo invitó a unas prácticas con los Tigres de Aragua, donde fue observado por Jim Fregosi, a quien le gustó cómo jugaba en los jardines. A los 2 días que regresó de un torneo en Ecuador (el 22/11/1985) “Chalao” recibió un llamado de Homero Díaz Osuna, quien le preguntó si me quería ir esa tarde a jugar en Maracay. Méndez pensó que era broma, igualmente fue a Maracay. Le pidió a los Tigres que primero lo firmaran para un equipo en los Estados Unidos, y Fregosi le prometió que lo firmaría para San Luis si le demostraba lo que era capaz de hacer.
Ávila lo puso a hablar con Luis Aparicio –quien era comentarista de los Tigres- para que lo asesorara en la firma, y le recomendó que pidiera algunos bonos. Llegaron grandes los bonos ese año, porque bateó 305 y fue nombrado novato del año. Esa noche consultó con su mamá, quien le aconsejó aceptar la oferta para así cumplir con el sueño de su padre, que murió un año antes. Firmó al día siguiente al mediodía. Debutó como noveno bate y jardinero izquierdo. Se fue esa noche de 5-0.
En los años anteriores a su firma, “Chalao” se la pasaba haciendo cursos y esperaba la oportunidad en el béisbol. Jugó liga amateur con los equipos de la Cantv y el Inos, donde le pagaban bien. Llegó a ganar más con el Inos que lo que le iban a pagar los Tigres. El salario mínimo del profesional eran Bs. 2.800 mensuales, y en el Inos ganaba Bs. 3.200. Con los Tigres comenzó con un sueldo de Bs. 5.000 sin incluir los bonos.

## El número 18
Siempre utilizó el número 18 en la selección nacional de Venezuela. Al debutar con los Tigres de Aragua utilizó el número 38 en el uniforme de local, mientras que de visitante utilizó otro. En aquel momento el número 18 lo vestía Toribio Garboza. A las 2 semanas del debut del “Chalao”, se formó una trifulca, donde Toribio le dio golpes por las espaldas a algunos jugadores importados del Magallanes. El juego fue televisado, y los jugadores afectados identificaron a su agresor con el número 18. Luego del incidente, Toribio dio su número al “Chalao”, pero cuando los agredidos buscaron al número 18 dijeron que no podía ser él porque era muy chiquito.
En el año 2007, la camiseta N.º 18 de los Tigres de Aragua es retirada, inmortalizando así a este jugador que contribuyó a la causa de este equipo, aun cuando jamás logró campeonato alguno ni subió a las Grandes Ligas.

## El pana D'Lima
Su amistad con Rafael D'Lima se remonta al año 1985. Jugaron hasta el año que D'Lima fue cambiado al Pastora (noviembre de 1995 por el pitcher Ismel Zabala y el utility Edgar Naveda). El día que cambiaron al zurdo en el Dogout parecía que se había muerto alguien. Años después de su retiro “Chalao” lo invitó a que se convirtiera en el mánager de los Filis en la escuela de Vigirima, donde actualmente “Chalao se desempeña como Scout de Filadelfia.
Su firma en el norte
En el mismo año de su firma –1985- Jim Fregosi lo puso a jugar en primera. El día antes que Fregosi lo contratara para San Luis, conectó su primer jonrón en Barquisimeto para empatar un juego, lo que obligó a Fregosi a cumplir con su promesa. Ese domingo fue un 8 de diciembre, que casualmente es el día del cumpleaños de su madre. 9 años después conectó su segundo y último jonrón como profesional.
Se inició en la clase A fuerte con San Luis. Siempre tuvo por delante grandes nombres, ya que los jardines de este equipo estaban conformados por Vince Coleman, Willy McGee, Tim Brunasky y la primera base estaba ocupada por Key Hernández. Luego San Luis trajo a Jack Clark, Pedro Guerrero y Andrés Galarraga. Su mentor Jim Fregosi fue cambiado a Chicago, hecho que también lo perjudicó en sus aspiraciones.

## Técnicas de fildeo
Nadie lo enseñó a fildear, sólo miraba cómo lo hacían los grandeligas. Se fijaba mucho en el estilo defensivo de Gonzalo Márquez. Entrenaba con una pelota de goma en la pared para tomar los piconazos, rutina que nunca pensó que lo ayudaría tanto.
David también le tiró bastantes piconazos, ya que su brazo no era el mismo cuando debutó “Chalao”. Su técnica también incluía el estudio de los terrenos y se fijaba en los huecos que se hacían para no tener dificultad a la hora de fildear. “Cuando el terreno está mojado, la pelota se desliza, mientras que cuando es duro, la pelota se levanta más. Los terrenos de ahora son una alfombra, antes no”.
David lo quiso conocer
El día que debutó David Concepción en la temporada de 1985, Chalao fue llamado por el grande liga, quien le dijo que quería conocerlo y felicitarlo, porque todos los días escuchaba de él en la radio.
Según Chalao, su jugada más célebre a la defensiva fue en el center field y no en la primera base. Ocurrió durante su primer año, decapitando un hit luego de correr hacia delante, lo que le valió una ovación al estilo de las que recibía Concepción. Se caracterizó por batearle muy bien a Urbano Lugo, y su lanzador más difícil fue Omar Daal.

## J. T. Snow
Cuando J. T. Snow vino a jugar a Venezuela lo alternaron con él en la primera. De visitante jugaba Snow y de local el “Chalao”. El criollo le obsequió un guante pequeño para que practicara como lo hacía él, mientras que el americano le regaló su mascotín. Snow hasta la fecha ha ganado 6 guantes de oro en la Liga Nacional.
El año antes de su retiro recibió una oferta para ser scout en Venezuela de Filadelfia –cargo que hoy en día ostenta-, pero seguía siendo titular con los Tigres y tenía un buen contrato en México. No pudo jugar ese round robin por una molestia en su mano derecha y luego de consultar con su madre, decidió retirarse. Sin embargo, al año siguiente luego de ver 2 partidos en las tribunas y escuchar las peticiones del público, decidió retirarse en el terreno y jugar un año más.
No pudo llegar a los 700 hits porque en su último año lo alternaron en primera con Eduardo Zambrano. El 30-12-1997 en el segundo juego de una doble tanda ante Cardenales decidió salir del terreno, luego de darle un hit al centro a Edwin Hurtado. Eduardo Zambrano salió a correr de emergente, y luego de darle un abrazo se retiró del terreno. Al año siguiente se retira del béisbol, dejando la custodia de la primera base a Oscar Azócar (Eduardo Zambrano había sido dejado libre y firmado por Cardenales de Lara). Como nota incidental, Azócar finalmente fue dejado en libertad en 1999 y firmado por los Tiburones de La Guaira.

## Con los Tigres
Jugó 13 temporadas con los Tigres de Aragua. Debutó con los Tigres en la temporada 1985-86, año donde fue nombrado Novato del Año. En 1986-87 asume la titularidad de la 1B tras la puesta en libertad de Víctor Davalillo que regresaba a los Leones del Caracas para retirarse. 
Líder de la liga en hits con 68 en la temporada 1991-92.
Hasta ahora último pelotero en dar 2 triples en un mismo juego (25/11/1995 frente a los Leones de Caracas).
Sólo dio 2 jonrones en su carrera. Es segundo en 7 de los 10 departamentos de por vida en los Tigres de Aragua, superado en cada uno de ellos por David Concepción –excepto en triples donde Rafael D́Lima es el líder-.
Sólo no figura entre los diez primeros en jonrones –sólo dio 2- y average –281 en 13 temporadas-, donde tampoco aparece David Concepción –285-.
Esta información fue tomada de la investigación realizada para la Asociación de Fanáticos de los Tigres de Aragua (AFTA) por Jorge Montenegro para el retiro de su número, hecho que ocurrió el 18 de diciembre de 2008.